# Otto Lange
Otto Lange (29. října 1879, Drážďany, Německo - 19. prosince 1944, tamtéž) byl německý malíř a grafik. V roce 1933 mu byla zakázána malířská činnost a v roce 1937 byla jeho díla spolu s mnoha dalšími vystavena na výstavě Entartete Kunst v Mnichově.